# 人类的旅程：基因的奥德赛之旅
《人类的旅程：基因的奥德赛之旅》是美国遗传学家与人类学家斯宾塞·韦尔斯创作的一本书，2002年由普林斯頓大學出版社出版，本书用遗传学和演化生物学技术探讨早期人類遷徙，2003年被改编为电视纪录片。